# Рада генеральних директорів Бессарабії

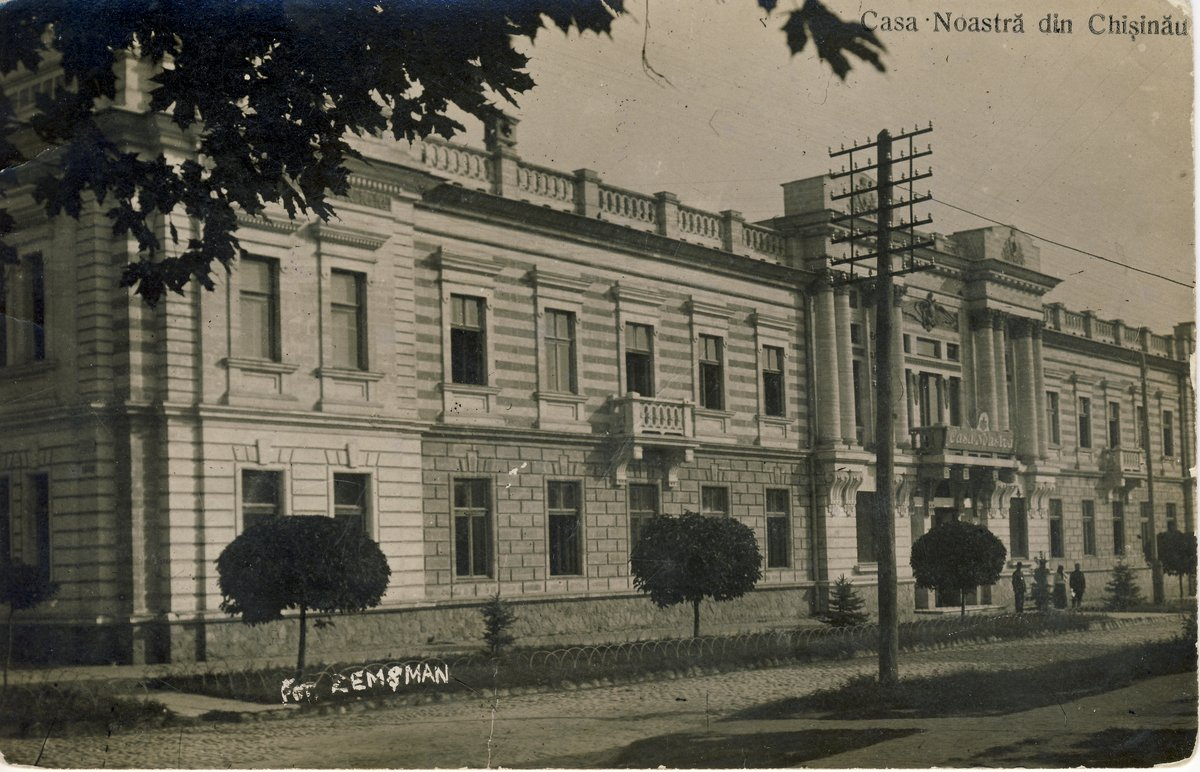

Рада генеральних директорів Бессарабії — назва кабінету міністрів (генеральних директорів), який керував Молдавською Демократичною Республікою, а потім Румунською областю Бессарабія між 7 грудня 1917 року та 12 грудня 1918 року.
Під час діяльності Крайової Ради діяли три уряди Бессарабії на чолі з Пантелеймоном Ерханом, д-ром. Даніелем Чугуряну та д-р. Петру Казаку. Уряди зіткнулися з особливо складними політичними, соціальними, економічними та духовними проблемами.
7 грудня 1917 року була створена Рада генеральних директорів Бессарабії у складі 8 генеральних директорів. Пантелімон Ерхан був обраний першим президентом Ради генеральних директорів.

## Склад ради
- Президент Ради генеральних директорів

Пантелеймон Ерхан (24 листопада / 7 грудня 1917 — 17 січня / 30 січня 1918)
Д-р Даніел Чугуряну (17 січня / 30 січня 1918 — 8 квітня / 21 квітня 1918)
Доктор Петру Казаку (9 квітня / 22 квітня 1918 — 29 листопада 1918 / 12 грудня 1918)
- Генеральний иректор, відповідальний за зовнішні зв'язки

Іон Пеліван (7 грудня 1917 — ?)
- Генеральний директор з питань внутрішніх справ

Володимир Крісті (7 грудня 1917 — ?)
- Генеральний директор армії і флоту

Теодор Кожокару (7 — 11 грудня 1917)
Герман Пинтя (11 грудня 1917 — ?) — проміжний
- Генеральний директор, відповідальний за фінанси

Теофіл Йонку (7 грудня 1917 — ?)
- Генеральний директор, відповідальний за залізницю, пошту, телеграф і телефон

Ніколае Босі-Кодреану (7 грудня 1917 — ?)
- Генеральний директор, відповідальний за громадську роботу

Штефан Чобану (7 грудня 1917 — 16 січня 1918)
Пантелеймон Ерхан (17 січня 1918 — ?)
- Генеральний директор, відповідальний за правосуддя та релігійні питання

Михайло Савенко (7 грудня 1917 — ?)